# 238 (число)
238 (Дві́сті три́дцять ві́сім) — натуральне число між 237 та 239.
- 238 день в році — 26 серпня (у високосний рік 25 серпня).

## У математиці
- 238 — парне складене тризначне число.
- Сума перших тринадцяти простих чисел: 238 = 2 + 3 + 5 + 7 + 11 + 13 + 17 + 19 + 23 + 29 + 31 + 37 + 41.
- Сума цифр числі 238 — 13
- Добуток цифр цього числа — 48
- Квадрат числа 238 — 56 644

## В інших галузях
- 238 рік.
- 238 до н. е.
- В Юнікоді 00EE16 — код для символу «i» (Latin Small Letter I With Circumflex).
- Уран-238 — ізотоп урану.
- Плутоній-238 — ізотоп плутонію.
- 238-й винищувальний авіаційний полк — військовий підрозділ збройних СРСР у Другій Світовій війні.
- 238-та стрілецька дивізія (2-го формування) — військове з'єднання СРСР, яке брало участь у Другій Світовій війні.
- 238-й окремий саперний батальйон — військова частина в збройних силах СРСР під час Другої Світової війни.
- NGC 238 — спіральна галактика з перемичкою в сузір'ї Фенікс.
- (238) Гіпатія — великий астероїд головного поясу.